# Watto
Watto – postać fikcyjna ze świata Gwiezdnych wojen. Handlarz niewolnikami i złomem. Mieszkał na pustynnej planecie Tatooine, miał tam również swój sklep z częściami do statków kosmicznych itp. Właściciel Anakina Skywalkera i Shmi Skywalker. Pochodził z planety Toydarii. Był drobnym oszustem. W pierwszym epizodzie Gwiezdnych wojen, gdy Anakin wygrywa wyścig Boonta, Watto jest zły z powodu przegranego zakładu. Stracił bowiem niewolnika. Próbuje unieważnić zakład, jednak nie udaje mu się. W drugim epizodzie sagi, Ataku klonów, Watto wskazuje Anakinowi człowieka, któremu sprzedał Shmi.